# Csíkszentgyörgy község
Csíkszentgyörgy (románul: Comuna Ciucsângeorgiu) község Hargita megyében, Erdélyben, Romániában. Beosztott falvai Csíkszentgyörgy (községközpont), Csíkbánkfalva, Csíkménaság, Csobányos, Egerszék, Gyürke, Kotormány, Ménaságújfalu és Pottyond.

## Népessége
A 2002-es népszámlálás adatai alapján Csíkszentgyörgy község népessége 4891 fő volt, míg a 2011-es népszámlálás szerint 4839 fő lakott a község területén. 2011-ben a következő volt a nemzetiségi megoszlás: 4648 fő (96,05%) magyar, 62 fő (1,28%) cigány, 17 fő (0,35%) román, míg 112 fő (2,31%) ismeretlen nemzetiségű. Felekezeti szempontból a népesség összetétele a következő volt: 4543 fő (93,88%) római katolikus, 79 fő (1,63%) pünkösdista, 24 fő (0,49%) református, 19 fő (0,39%) ortodox, 4 fő (0,08%) evangélikus, 4 fő (0,08%) felekezeten kívüli, 3 fő (0,06%) adventista, 46 fő (0,95%) egyéb és 111 fő (2,29%) ismeretlen felekezethez tartozó.